# Syzygium flagrimonte
Syzygium flagrimonte är en myrtenväxtart som beskrevs av Peter Shaw Ashton. Syzygium flagrimonte ingår i släktet Syzygium och familjen myrtenväxter. Inga underarter finns listade i Catalogue of Life.